# Дияконія (Рим)
Римською дияконією позначають спеціальні будівлі у семи церковних районах Риму визначених історично за часів раннього християнства.
Поділ Риму на ці райони визначилося на початку часів християнства також і адміністративним устроєм тогочасного Риму. Завдання дияконій складалося з турботи про бідних визначеного району. У кожному районі будувалася, чи обладнувалася будівля (diaconia) біля церкви, що служила для прийому бідних. Управляючий цією будівлею називався диякон чи з часом diaconi ecclesiae Romanae поки не став diaconi cardinales. Зараз Кардинал-диякон найнижча ступінь з трьох ступенів кардинальської гідності Римсько-католицької церкви.
Але термін "дияконія" багатозначний. Проаналізуємо первинне значення слова "дияконія".
Дияконія (свідчення любові та справи милосердя) – це служба милосердної любові, яка є свідченням християнської віри. У грецькому розумінні передусім йдеться про цілком конкретні дії матеріальної служби, як наприклад, про «службу при столах». Тому дияконія – це також поєднання засобів та методів, що використовуються Церквою, спрямованих на покращення життя людей. Це вид служіння Богу, виконання Його заповіді любові до ближнього, а не служби заради збагачення чи кар’єри. Види служіння в Церкві: літургія, євангелізація і катехизація, дияконія. Як сказано в енцикліці Папи Римського Бенедикта XVI „Deus Caritas Est”, суть Церкви виявляється у потрійному завданні: проповідуванні Божого Слова (kerygma-martyria), здійсненні Таїнств (leiturgia) і вчинках любові (diakonia) 
А в часи ранньої Церкви дияконією займались спеціально назначені та хіротоновані (рукопокладені) для цього диякони та дияконіси.